# Soniamiki
Soniamiki (bürgerlich: Zosia Mikucka, * 25. Juli 1982 in Zielona Góra) ist eine polnische Elektropop-Musikerin, Komponistin und Produzentin.

## Biographie
Zosia Mikucka wuchs in Konin, Polen, auf. Sie studierte Animationsfilm an der Akademie der Bildenden Künste in Posen. Heute lebt Zosia Mikucka in Łódź. Neben der Musik ist sie künstlerisch als Animationsfilmerin und Grafikerin tätig.
Zosia Mikucka erlernte im Alter von 10 Jahren das Spielen der Gitarre. Dennoch spielte Musik in ihrem Leben lange Zeit nur eine untergeordnete Rolle. Das Projekt Soniamiki entstand als Nebenprojekt bei der Modenschau einer befreundeten Designerin, für die sie die Musikalische Untermalung beisteuerte.
Die Aufnahmen für ihr Debütalbum „7 pm“ erstellte Soniamiki eigenhändig am Computer. Sie benutzte dabei vorwiegende alte elektronische Instrumente wie Synthesizer, aber auch akustische Gitarre und Bassgitarre, die sie selbst einspielte. Nach eigener Auskunft spielt der Bass eine zentrale Rolle in ihrer Musik. Darüber hinaus ist ihr Stil von elektronischen Schlagzeug-Sounds der für die 1980er Jahre typischen Popmusik geprägt.
Das Debüt-Album „7 pm“ wurde am 20. November 2009 vom Berliner Independent-Label moanin' in Deutschland, Österreich, der Schweiz und BeNeLux, sowie weltweit digital über Internet-Handelsplattformen veröffentlicht. In ihrem Heimatland Polen ist ihr Album bislang nicht offiziell erhältlich. Von der Presse wurde Soniamiki mit Émilie Simon, Kate Nash, La Roux und Little Boots verglichen.
Live tritt Soniamiki bevorzugterweise zu dritt auf, wobei sie selbst ihren Gesang am Bass oder Synthesizer begleitet, während Gastmusiker Gitarre, Synthesizer und Schlagzeug betätigen. Häufiger Gastmusiker ist ihr Lebensgefährte und Frontmann der Post-Rock-Band „L.Stadt“, Łukasz Lach.

## Diskographie

### Alben
- 2009: 7 pm (moanin' / Al!ve)
- 2012: SNMK (moanin' / Qulturap)
- 2016: Federico (Warner Music Poland)

### Kollaboration
- 2008: Off Pop - Eat The Night EP (Popnorama/Karategroup)